# Delaila Amega
Delaila Amega (Heerhugowaard, 21 september 1997) is een Nederlandse handbalster die uitkomt in de Duitse Handbal-Bundesliga voor TuS Metzingen. Vanaf het seizoen 2020/2021 gaat ze spelen voor Borussia Dortmund. Door veel blessuren stopte Amega in 2022 op 24-jarige leeftijd met handbal en sloot zich bij de technische staf van VOC. 

## Individuele prijzen
- Talent van het jaar van de Eredivisie: 2014/2015

## Privé
Amega heeft een Ghanese vader en een Nederlandse moeder.